# Ansford
Ansford est un village et une paroisse au sud du Somerset, en Angleterre, situé au nord de Castle Cary. Le village avait une population de 1 175 habitants en 2021.
Le village se trouve sur la A371, à proximité de la gare de Castle Cary et de la rivière Brue, dont le pont date de 1823.

## Gouvernance
Le conseil de paroisse a la responsabilité des problèmes locaux, y compris la fixation d'un précepte annuel (tarif local) pour couvrir les frais de fonctionnement du conseil et la production de comptes annuels pour l'examen du public. Le conseil de paroisse évalue les demandes de planification locale et travaille avec la police locale, les agents du conseil de district, et les groupes de surveillance de quartier  sur les questions concernant la criminalité, la sécurité et la circulation. Le rôle du conseil de paroisse comprend également lancer des projets pour l'entretien et la réparation des installations de la paroisse, ainsi que la consultation avec le conseil de district pour l'entretien, la réparation et l'amélioration des routes, le drainage, les chemins, les transports publics, et le nettoyage des rues. les questions de conservation (y compris les arbres et les bâtiments) et les questions environnementales sont également de la responsabilité du conseil.
Le village, après avoir fait partie du Wincanton Rural District (en), se situe dans le district non-métropolitain du South Somerset , qui a été créé le 1er avril 1974 par le Local Government Act 1972 .
Le Somerset County Council (en) est responsable de la gestion des services locaux les plus importants et les plus coûteux , tels que l'éducation , les services sociaux , les bibliothèques , les routes principales, les transports publics, la police et les services d'incendie , Trading Standards (en), l'élimination des déchets et la planification stratégique.
Il fait également partie de la Somerton et Frome,  circonscription, représentée à la Chambre des communes du Parlement du Royaume-Uni. Il élit un membre du Parlement (MP) par scrutin uninominal majoritaire à un tour, et fait partie de la circonscription du Sud Ouest de l' Angleterre du Parlement européen qui élit sept députés européens par scrutin proportionnel plurinominal.

## Sites d'intérêt
A proximité la maison Hadspen et son jardin (en) la maison est un édifice classé,  et son parc privé avec des jardins créés par William Player.

## Personnalités liées au village
En 1740 , lieu de naissance du pasteur et de mémorialiste James Woodforde et, en 1763, de son neveu, le peintre, Samuel Woodforde.